# Pachyula
Pachyula — рід прісноводних та солонуватоводних риб родини Арієві (Ariidae) ряду сомоподібні. Поширені на острові Нова Гвінея.
Включає такі види:
- Pachyula conorhynchus  (Weber, 1913) — басейни річок Флай та Лоренц; 20 см стандартної (без хвостового плавця) довжини;
- Pachyula crassilabris  (Ramsay & Ogilby, 1886) — південь центральної частини острова Нова Гвінея; 50 см стандартної довжини.